# Блэгг (лунный кратер)
Кратер Блэгг (лат. Blagg) — маленький ударный кратер в центральной части видимой стороны Луны. Название дано в честь английского астронома Мэри Блэгг (1858—1944) и утверждено Международным астрономическим союзом в 1935 г.

## Описание кратера

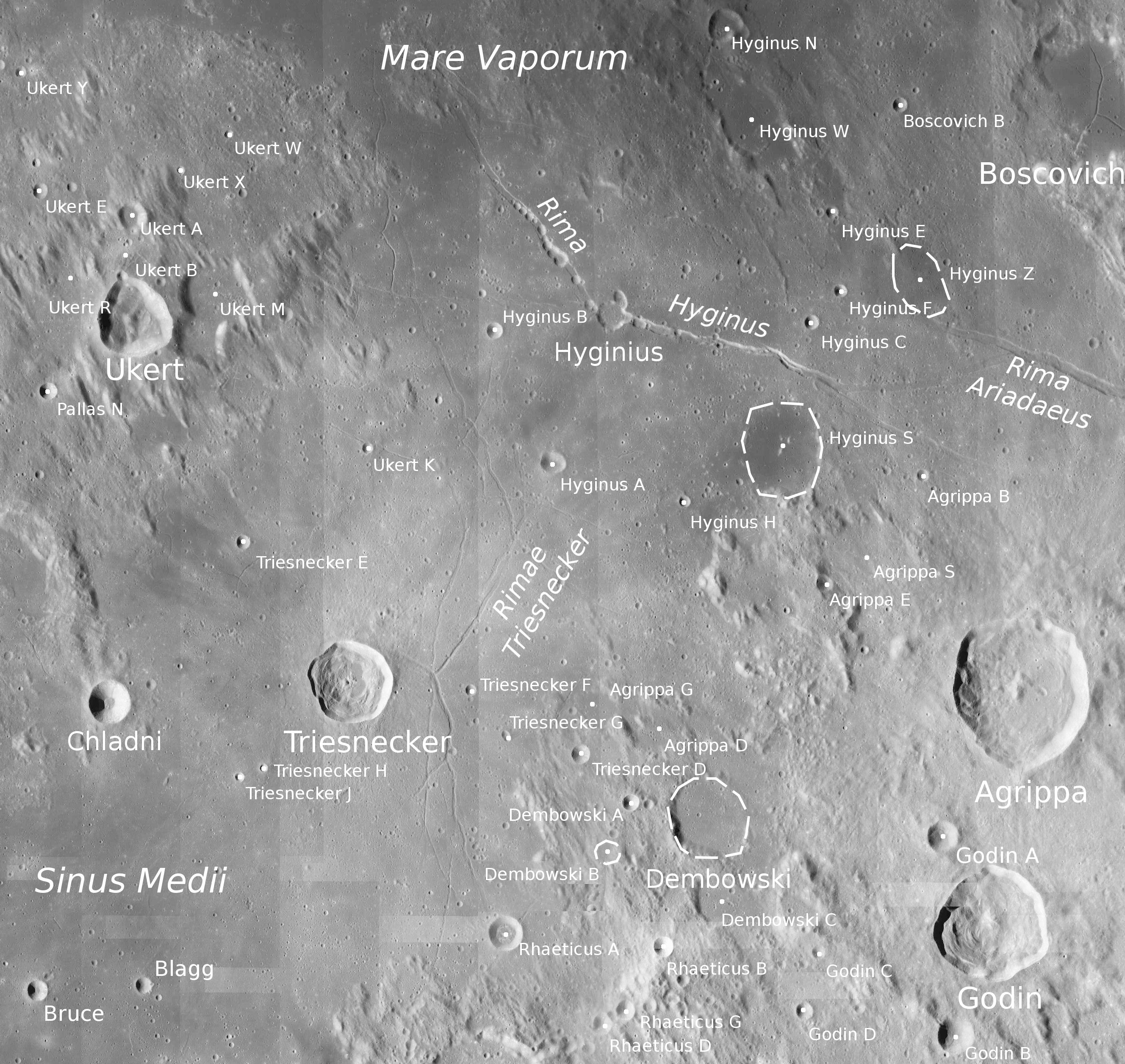
Окрестности кратера Блэгг. Снимок зонда Lunar Reconnaissance Orbiter.

Кратер находится в Заливе Центральный (лат. Sinus Medii). Ближайшими соседями кратера являются кратер Брюс на западе; кратер Хладни на севере; кратер Триснеккер на северо-востоке и кратер Рэтик на востоке-юго-востоке.
Селенографические координаты центра кратера 1°13′ с. ш. 1°28′ в. д. / 1,22° с. ш. 1,46° в. д., диаметр 4,97 км, глубина 0,92 км.
Кратер имеет сферическую форму, практически не имеет следов разрушения. Высота вала над окружающей местностью составляет 180 м, объем кратера приблизительно 5 км³. По морфологическим признакам кратер относится к типу ALC (по названию типичного представителя этого класса — кратера Аль-Баттани C).

## Сателлитные кратеры
Отсутствуют.